# Râul Poiana Boului
Râul Poiana Boului este un curs de apă, afluent al râului Slănic. 

## Hărți
- Harta Județului Buzău